# Saskatoon—University
Circonscription électorale fédérale du Canada
Saskatoon—University est une circonscription électorale fédérale canadienne dans la province de la Saskatchewan représentée depuis 2015.

## Géographie
Elle a été créée en 2012 des circonscriptions de Saskatoon—Humboldt et Saskatoon—Wanuskewin, entourant l'Université de la Saskatchewan et les quartiers au nord-est de Saskatoon.
En 2021, les circonscriptions limitrophes sont Saskatoon-Ouest, Saskatoon—Grasswood et Sentier Carlton—Eagle Creek.

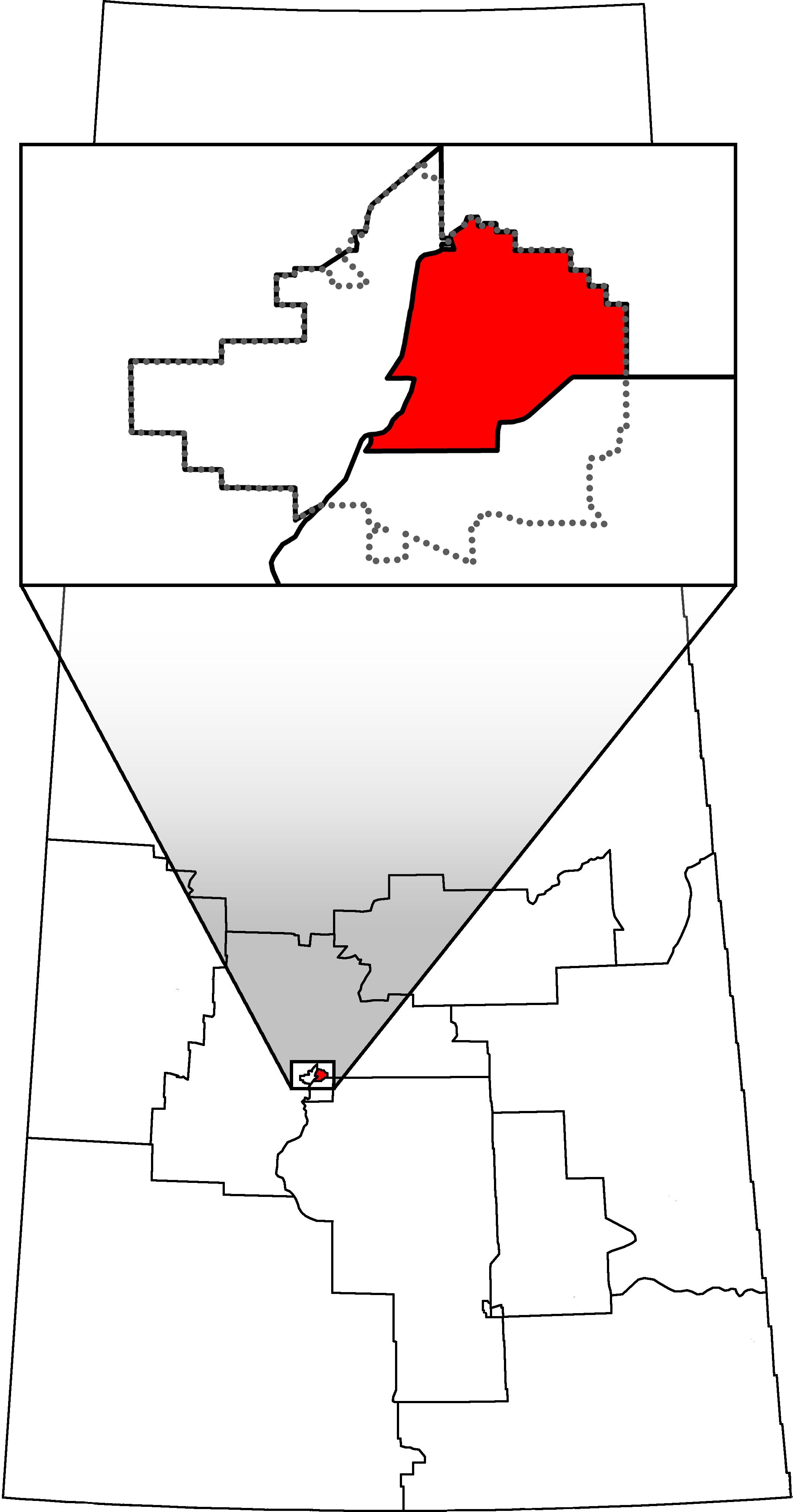
2013 (Saskatchewan)
2013 (Saskatoon)
2023

## Députés
| Législature                                                              | Années        | Député | Député       | Parti        |
| ------------------------------------------------------------------------ | ------------- | ------ | ------------ | ------------ |
| Saskatoon—University issue de Saskatoon—Humboldt et Saskatoon—Wanuskewin |               |        |              |              |
| 42e                                                                      | 2015–2019     |        | Brad Trost   | Conservateur |
| 43e                                                                      | 2019–2021     |        | Corey Tochor | Conservateur |
| 44e                                                                      | 2021–2025     |        | Corey Tochor | Conservateur |
| 45e                                                                      | 2025–en cours |        | Corey Tochor | Conservateur |

## Résultats électoraux
Modèle:Élection générale canadienne de 2025 — Saskatoon—University
|       | Candidat       | Parti        | # de voix | % des voix |
|       | Brad Trost     | Conservateur | +18 592,  | 41,53 %    |
|       | Cynthia Block  | Libéral      | +11 287,  | 25,21 %    |
|       | Claire Card    | NPD          | +14 115,  | 31,53 %    |
|       | Valerie Harvey | Vert         | +00686,   | 1,53 %     |
|       | Eric Schalm    | Rhinocéros   | +00093,   | 0,21 %     |
| Total | Total          | Total        | 44 773    | 100 %      |